# 民生路 (高雄市)

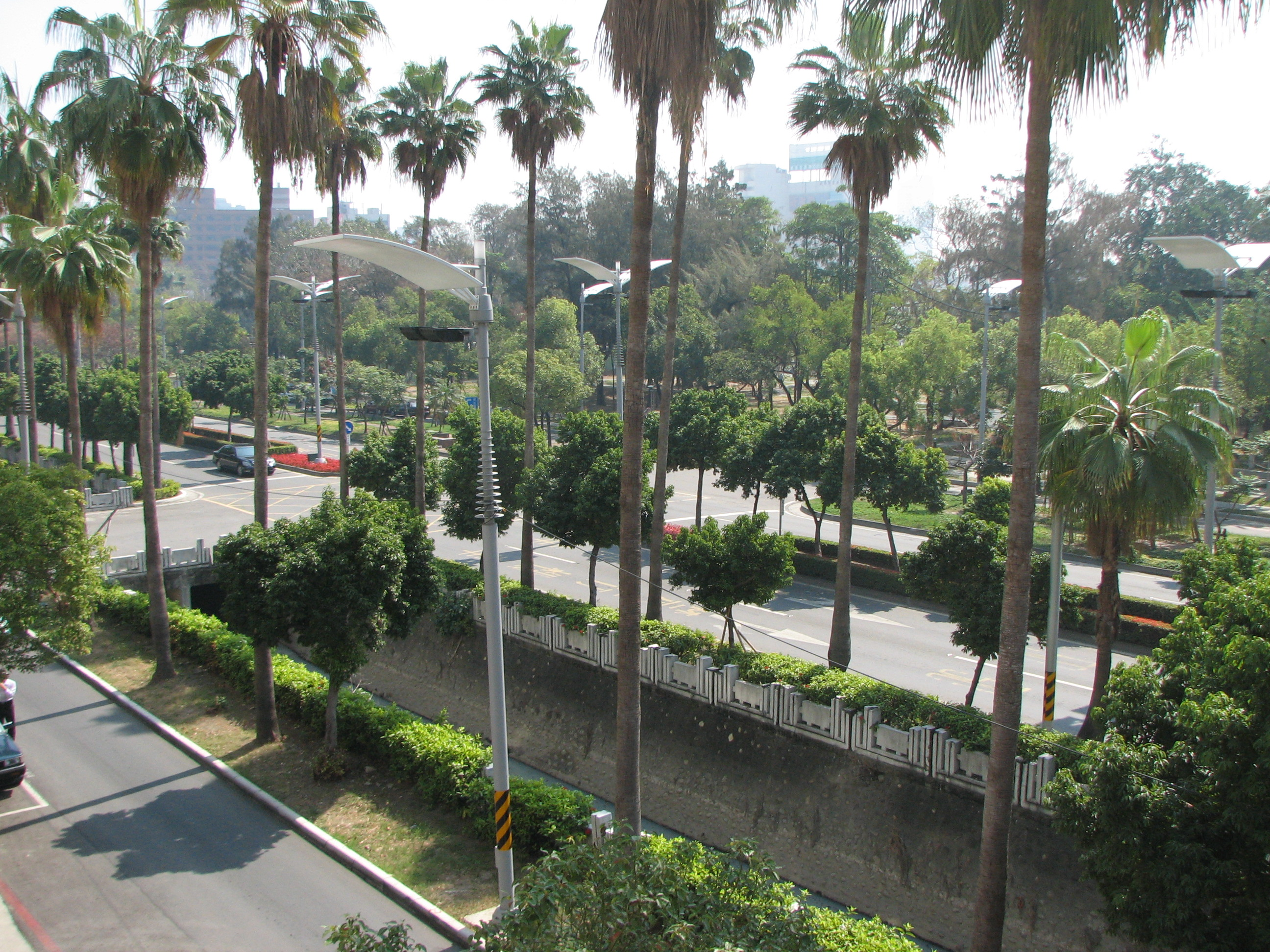
民生路一景

民生路（Minsheng Rd.）為臺灣高雄市的東西向重要道路之一，為寬敞的林蔭大道，行經新興區與前金區。東起於民族二路與光華一路口，西止於愛河邊的河東路口，民生二路於自立二路口以西的北側安全島實為明渠（民生大排）。

## 行經行政區域
（由東至西）
- 新興區
- 前金區

## 分段
民生路共分為二個部份：
- 民生一路：東起於民族二路與光華一路口銜接尚禮街和光華一路172巷，西於中山一路口接民生二路。
- 民生二路：東於中山一路口接民生一路，西止於河東路口。

## 沿線設施
（由東至西）
- 民生一路
  - 鼎新公園
  - 忠孝公園
    - 高雄市立圖書館新興民眾閱覽室（271號）

  - 高雄市新興區新興國小 (321號)（页面存档备份，存于）

- 民生二路
  - 高雄市新興區大同國小(門牌設於大同一路231號)
  - 中央公園
    - 民生網球場(11號)
    - 高雄市立圖書館李科永紀念圖書館(37號)
    - 高雄文學館（39號）

  - 高雄市前金區前金國小 (門牌設於大同二路61號)（页面存档备份，存于）
  - 國賓飯店（202號）
  - 愛河

## 公共自行車
- 高雄市公共自行車租賃系統：
  - 民權民生路口：民權民生路口東南側
  - 中山民生圓環：中山民生路口西北側
  - 忠孝公園：忠孝一路/民生一路口東南側
  - 捷運中央公園站(3號出口)：中山一路/民生二路口東南側
  - 高雄文學館：民生二路/中華三路東南側
  - 自強民生路口西北側：自強二路/民生二路口西北側

## 內部連結
- 高雄市主要道路列表